# Heinrich Günther-Gera

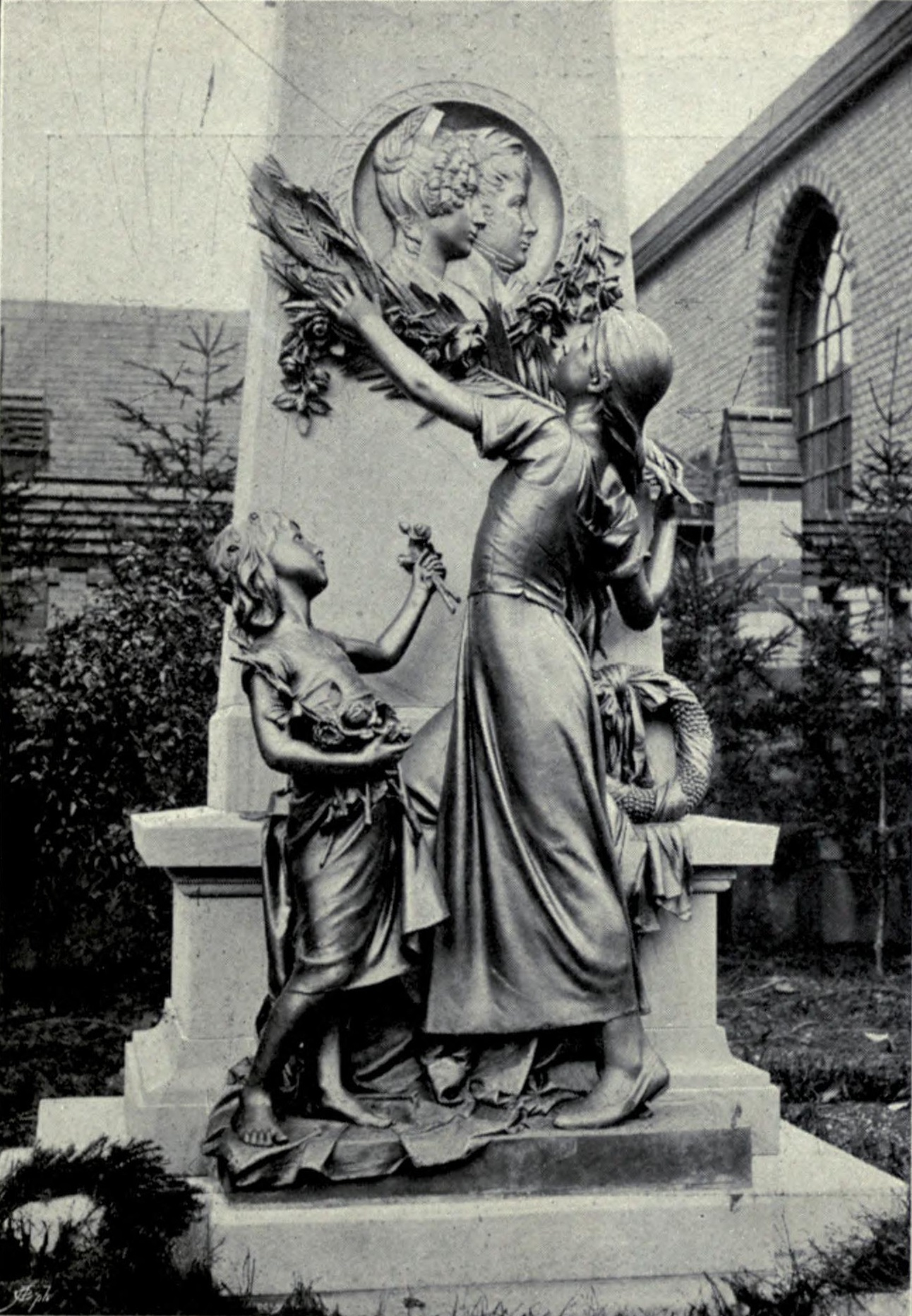
Gipsmodell des Zabel-Denkmals von 1895

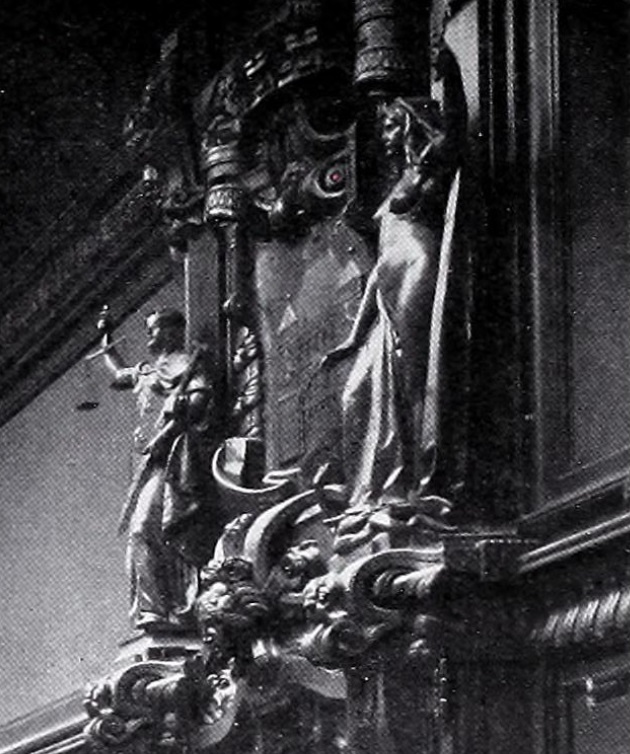
Gerechtigkeit und Wahrheit, Rathaus Charlottenburg 1905

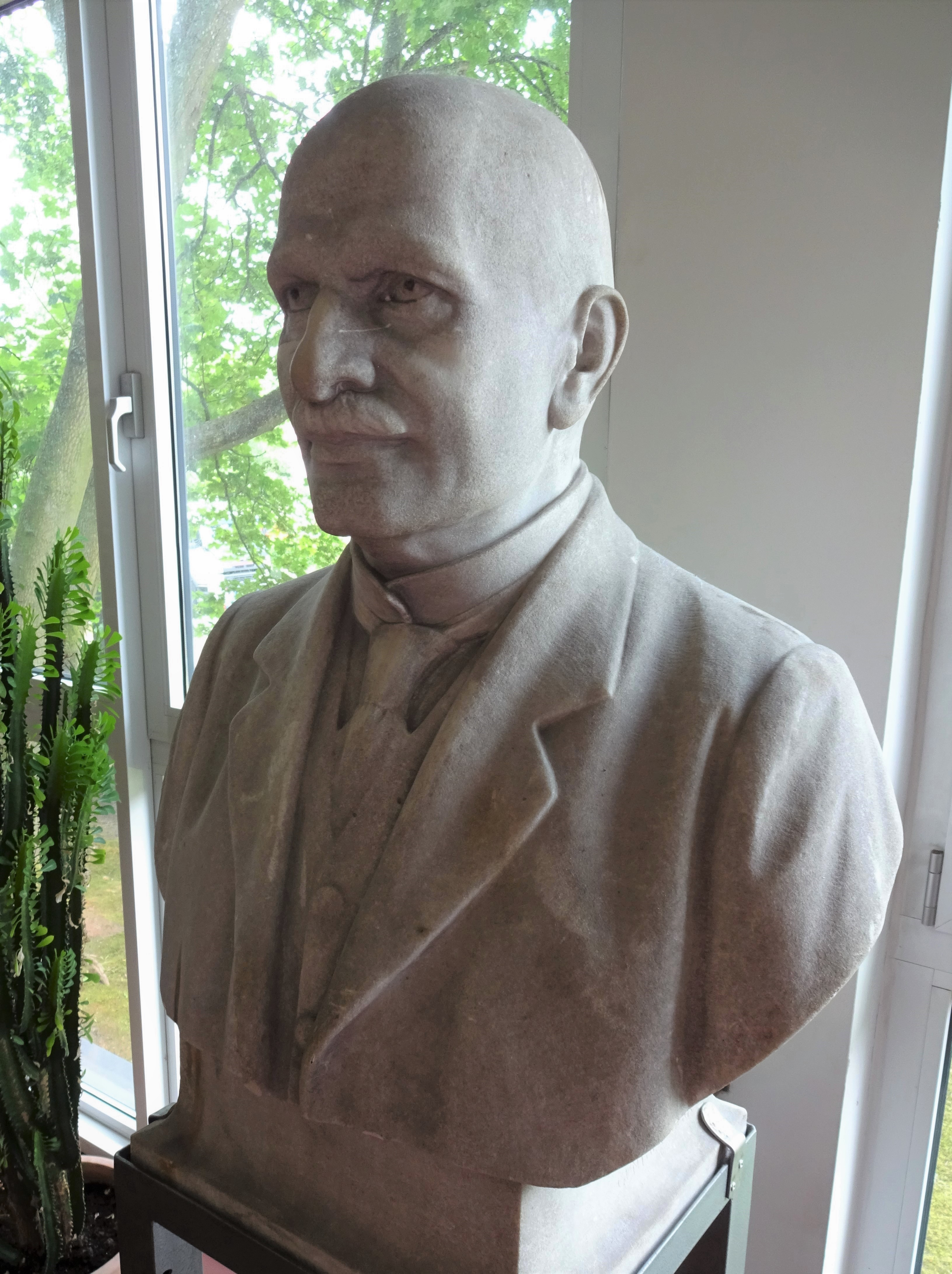
Hermann Thoms Büste

Heinrich Günther-Gera, mit bürgerlichem Namen Heinrich Paul Günther (* 15. September 1864 in Gera; † 23. Dezember 1941 in Berlin) war ein deutscher Bildhauer mit Atelier in Berlin-Charlottenburg.

## Leben
In den Jahren 1883 bis 1888 war Günther an der 1880 gegründeten Königlichen Akademie der bildenden Künste in Berlin (Ableger der Kgl. Akademie der Künste in Berlin) und von 1888 bis 1891 im Meisteratelier Schüler von Fritz Schaper (1841–1919), dem Leiter des Aktsaals für Bildhauer.
Im Jahr 1882 wurde von Anton von Werner an der Akademie eine dreijährige Ausbildung und ein viersemestriges Meisteratelier-System zur Begabtenförderung eingeführt.
Schon während des Studiums gab er sich den Künstlernamen Günther-Gera. In Berlin gab es mehrere Künstler mit dem Nachnamen Günther.
Als Student gewann er 1892 das Reisestipendium für eine Studienreise nach Italien der Dr. Paul Schultze-Stiftung.
Sein Wettbewerbsbeitrag war die Plastik Judith.
Eine Hälfte des Stiftungskapitals wurde von der Kgl. Akademie der bildenden Künste verwaltet, die auch für die Auswahl eines studentischen Bildhauers oder die Ablehnung aller Bewerber für das 3.000 Mark Stipendium verantwortlich war.
Günther-Gera bekam direkt nach seiner akademischen Ausbildung auf der Ausstellung der Kgl. Akademie der Künste Berlin 1892 die Auszeichnung Ehrenvolle Erwähnung,
bewilligt durch König und Kaiser (Kaiser Wilhelm II.).
Er stellte dort die preisgekrönte Plastik Judith aus.
1897 wurde er als Mitglied im Verein Berliner Künstler (VBK) aufgenommen.
Günther-Gera wurde in die Jury und Hängekommission der Großen Berliner Kunstausstellung 1905 gewählt.
Im Jahr 1910 bekam Günther-Gera für seine Arbeiten im öffentlichen Raum den Ehrentitel Professor vom König von Preußen (Kaiser Wilhelm II.) verliehen.
Günther-Gera wurde 1918 zum ordentlichen Mitglied der Preußischen Landeskunstkommission gewählt.
Er betrieb sein Atelier in der Kantstraße 149. Dort lebten oder arbeiteten zeitweise auch die Bildhauer Ernst Bernardien, Alois Reinitzer und Waldemar Uhlmann.
Günther-Gera nahm an Ausschreibungen für Denkmäler und Fassadenfiguren im öffentlichen Raum teil.
Sein Entwurf für den Kaiser-Wilhelm-Gedächtnisbrunnen in Graudenz wurde 1904 von einer Fachjury des örtlichen Denkmalausschusses mit dem ersten Preis bedacht und für die Realisierung ausgesucht.
Der Entwurf sah eine Walküre auf einem Sockel vor, an dem ein Porträt-Medaillon des Kaisers Wilhelm I. angebracht sein sollte und darunter bzw. darum der Brunnen.
Zwei Ministerien wendeten sich an den zuständigen Regierungspräsidenten in Marienwerder mit dem Hinweis, dass sich der Dt. Kaiser nicht zur Genehmigung hatte entschließen können, weil die geplante Reliefplakette zur Ehrung der Großartigkeit von Wilhelm I. nicht im angemessenen Verhältnis zur Größe des Brunnens stünde.
Daraufhin ersetzte Günther die geplante Walkürenstatue auf dem Sockel durch ein Standbild von Wilhelm I. und ersetzte die Plakette durch den von Wilhelm II. für Wilhelm I. erfundenen Titel „Wilhelm der Große“.
Der ursprüngliche Entwurf mit Walküre wurde ohne Brunnen und mit umgewidmeter Reliefplakette als Bismarck-Denkmal in Graudenz aufgestellt.
Ehefrau Bianca Günther, geborene Vogdt, (* 14. März 1874; † 14. Februar 1921) übergab 1915 der Stadt Berlin die Kontrolle über eine Stiftung in Höhe von 300.000 Mark in Hypotheken und Hypothekenpfandbriefen von Anteilen an sieben Mehrfamilienhäusern. Die Stiftung heißt Bianca und Heinrich Günther-Gera-Stiftung. Sie sah Nießbrauch für die Stifter vor und von den Zinsen sollen bedürftige Künstler im Raum Groß-Berlin unterstützt werden, indem von ihnen Arbeiten mit hohem Kunstwert angekauft werden. Es wurden auch einmalige oder mehrmalige Zahlungen für Ehefrauen und Witwen von Kriegsteilnehmern am Ersten Weltkrieg erlaubt.
Ab 1926 wurde Günther-Gera, der inzwischen chronisch erkrankt war, aus den Zinsen eine jährliche Rente gewährt.
Günther-Gera ließ seine Skulpturen häufig aus getriebenem Kupferblech oder gegossener Bronze von Kunsthandwerkern herstellen, so dass etliche seiner Arbeiten während der Weltkriege als Metallspenden oder Enteignungen verschwanden, durch die Denkmäler, Glocken, Einrichtungsgegenstände u. ä. der Kriegsindustrie zugeführt wurden.
Im Zweiten Weltkrieg kam noch die Zerstörung durch Bomben hinzu.

## Werke
- Judith (russisch: Юдифь), Judith sitzt nach dem Kampf mit Holofernes erschöpft und nachdenklich in einem Stuhl noch mit dem Säbel in der Hand, o. Jahr (1892 oder früher).[9][31][32][33]
- Fischerknabe (französisch Garçon de Pêcheur, englisch Fisherman boy), auch Junger Angler, Junge löst Fisch vom Haken an der Angel, o. Jahr (1894 oder früher),
  - Gips, Holz, Metalldraht[34]
  - Bronze, 73 cm hoch, Plastik gegossen von Aktien-Gesellschaft:Gladenbeck.[35][36]
- Wilhelm-Tschirch-Denkmal, auf Neustadtplatz in Gera, Einweihung 1. April 1894, überlebensgroße Bronzebüste auf Stele, 1933 zog das Denkmal in den Stadtpark auf dem Gelände des ehemaligen Trinitatisfriedhofs an der Trinitatiskirche, umgangssprachlich Knochenpark genannt, im Zweiten Weltkrieg verschollen.[2][3][29][37] Eine Version aus Gips wird vom Stadtmuseum Gera aufbewahrt.[38]
- Zabel-Denkmal, an Zabel-Schule für Mädchen, Gera, 24. September 1895, Stele mit metallener Doppelporträt-Halbrelief Plakette des Stifterehepaares, metallene Girlande, zwei Mädchen schmücken die Girlande mit Blumen und einem Palmwedel, Stifterehepaar Karl Friedrich Gotthelf Zabel (1771–1847) und Henriette Auguste Zabel (1808–1884). Zabeldenkmal während des 2. Weltkriegs verschollen.[2][3][32][39][40] Seit 2000 steht ein Zabelstein von Ullrich Holland vor dem Zabelgebäude.
- Julius-Sturm-Denkmal auf der Grabstätte, Friedhof in Köstritz, enthüllt 28. November 1897, kniende geflügelte Frau mit Leier und Loorberreiser, darüber Reliefbildnis des Dichters vor halbkreisförmiger Steinplatte.[2][3][41][42]
- Sancta Caecilia, Gipsmodell, getönt, Hochrelief, Durchmesser 45 cm, o. Jahr (1899 o. früher)[43][44]
- Statuen am und im Rathaus Charlottenburg, vier Figuren.[2][3][6] Fotos, Entwurfs- und Ausführungsmodelle sind im Besitz des Architekturmuseums der TU Berlin[38]
  - Gerechtigkeit, Göttin der Gerechtigkeit ausgeführt mit erhobener Waage und Schwert im Arm liegend, Stadtverordneten-Sitzungssaal, Rathaus Charlottenburg, Einweihung 1905, im 2. Weltkrieg wurde der Saal zerstört. Fotos der Statue waren Vorbild für die Rekonstruktion der Portalfigur Gerechtigkeit am Elberfelder Rathaus im Jahr 2010.[45][46]
  - Wahrheit, Göttin der Wahrheit ausgeführt mit erhobenem Handspiegel und bekleidet nur mit Kapuzenumhang, Stadtverordneten-Sitzungssaal, Rathaus Charlottenburg, Einweihung 1905, im Zweiten Weltkrieg wurde der Saal zerstört. Fotos der Statue waren Vorbild für die Rekonstruktion der Portalfigur Wahrheit am Elberfelder Rathaus im Jahr 2010.[45][46]
  - Ackerbau, weibliche Figur im Figurenfries über den Festsaalfenstern an der Fassade, 7. von links, Naturstein, Rathaus Charlottenburg, eingeweiht 1905,[47][48][49]
  - Industrie, männliche Figur im Figurenfries über den Festsaalfenstern an der Fassade, 8. von links, Naturstein, Rathaus Charlottenburg, eingeweiht 1905.[47][50][49]
- Mindestens eine von drei Statuen an den Giebeln der Hauptfassade des Städtischen Museums in Altona, eingeweiht 1901. Die anderen Statuen wurden von Wilhelm Haverkamp und Paul Türpe entworfen[2][3][51] Nur der Giebel des Südflügels mit Statue ist erhalten.
- Gerechtigkeit, auch Justitia genannt, Südwand des Sitzungssaals im Nieder-Barnimer Kreishaus, Berlin 1901 o. 1902[2][3][6][52][53]
- Wilhelma, Plastik aus getriebenem Kupfer, 300 cm hoch, Außenfassade Berlin-Filiale der Allg. Vers.-A.G. Wilhelma Magdeburg, eröffnet 1902[54][55]
- Figuren am Rathaus Elberfeld[3]
  - Ritter von Elberfeld, alias Ritter Arnold, Symbol für Treue, in Ecknische der Fassade, Rathaus Elberfeld, installiert 1902, Reiterstandbild mit Knappe, ca. 300 × 300 × 100 cm, getriebenes Kupfer (bei G. Knodt – Fabrik für Blech und Metallarbeiten, Frankfurt-Bockenheim), bei Luftangriff im Juni 1943 irreparabel beschädigt oder unbeschädigt eingeschmolzen, 2010 ersetzt durch sehr frei ausgeführte Rekonstruktion von Schwan Kamal[56][57][30]
  - Wahrheit, Allegorie, Göttin der Wahrheit, Statue an Eingangsportal, Rathaus Elberfeld, installiert 1901, ca. 270 cm hoch, getriebenes Kupfer (bei G. Knodt, Bockenheim), im Juni 1943 irreparabel beschädigt oder unbeschädigt eingeschmolzen, 2010 ersetzt durch restaurierte Wahrheit in der Ausführung ursprünglich für das Charlottenburger Rathaus, Arbeit von Schwan Kamal[56][57][30]
  - Gerechtigkeit, Allegorie, Göttin der Gerechtigkeit, Statue an Eingangsportal, Rathaus Elberfeld, installiert 1901, ca. 270 cm hoch, getriebenes Kupfer (bei G. Knodt, Bockenheim), im Juni 1943 irreparabel beschädigt oder unbeschädigt eingeschmolzen, 2010 ersetzt durch restaurierte Gerechtigkeit in der Ausführung ursprünglich für das Charlottenburger Rathaus, Arbeit von Schwan Kamal[56][57][30]
  - Kaiser Barbarossa (Friedrich I.), Statue an Fassade, Rathaus Elberfeld, installiert 1901, ca. 300 cm hoch, getriebenes Kupfer (bei G. Knodt, Bockenheim), im Juni 1943 irreparabel beschädigt oder unbeschädigt eingeschmolzen[56][57]
  - Herzog Johann III. von Berg, Statue an Fassade, Rathaus Elberfeld, installiert 1901, ca. 300 cm hoch, getriebenes Kupfer (bei G. Knodt, Bockenheim), im Juni 1943 irreparabel beschädigt oder unbeschädigt eingeschmolzen[56][57]
- Statuen an der Kriegsschule in Potsdam[2][3]
- Drei Schlusssteinköpfe an dem dreibögigen Haupt-Portal im Mittelbau, Gitschiner Straße 97, neues Kaiserliches Patentamt, Berlin, bezogen 1905, bis heute erhalten.[58][59][60]
  - unbekannte Person (links)
  - Athene, Göttin der Weisheit usw. (mittig)
  - Demeter, Göttin der Fruchtbarkeit der Erde usw.(rechts)
- Grabfigur, o. Jahr (1906 o. früher)[61]
- Jüngling (englisch: Youth), 1906 oder früher, Statue in einer Variante der Pose Antinoos Farnese bzw. Doryphoros[62]
- Kaiser-Wilhelm-Gedächtnisbrunnen auf Marktplatz in Graudenz (Westpreußen, seit 1919: Polen) 1910, später zerstört, Standbild (Bronzeguss von Bronzegießerei Gladenbeck A.G., Friedrichshagen bei Berlin), auf rundem Steinsockel m. anged. Säulen, Aufschrift „Wilhelm der Grosse“ in Metallbuchstaben, Treppenaufgang, zwei Wasserbecken mit je drei Wasserspeihern[21][22][23][63]
- Bismarck-Denkmal mit Walküre, auf dem Getreidemarkt in Graudenz (Westpreußen, jetzt Polen) 1913, abgebaut 1919, Walküre (Frauenstandbild mit Schwert, Speer und Schild vor Pferd) auf Granitsockel mit Seitenrelief-Bronzemedaillon[24][25]
- Hygiea-Denkmal, sitzende unbekleidete Frau, befördert Schlange zur Schale, enthüllt Darmstadt 1918, Bronzeguss-Plastik[64][65]
  - kleines Modell des Hygiea-Denkmals in Darmstadt, 46 cm hoch, o. Jahr (1916 oder früher), Bronzeguss von Gladenbeck GmbH[66][67]
- Hermann-Thoms-Büste, ohne Jahr, zurzeit: Freie Universität Berlin, Institut für Pharmazie

## Entwürfe und Nebenpreise
- Studienkopf (Gertrud), 1897, Frauenbüste auf ovaler Plinthe mit Instrift, Gips[32]
- St. Georg, Wettbewerbsentwurf für Brunnen in Bromberg 1898, Entschädigungspreis, Reiterstandbild, Reiter beugt demütig den Kopf nach dem Sieg über den Drachen unter dem Pferd, Gips, nicht realisiert[68][69] Parallel hatte auch sein Kollege Paul Türpe einen St. Georg-Entwurf eingereicht.
- Krieg und Frieden, Figurengruppen für die Fassade der Oberlausitzer Ruhmeshalle im heute polnischen Teil von Görlitz, Wettbewerbsentwürfe, nicht ausgewählt.[70][71]
- Lebensalter, Wettbewerbsentwurf für den Pappelplatz in Berlin 1909, Entschädigungspreis, Gips, nicht realisiert[72]

## Teilnahme an Ausstellungen
- 1892: 63. Ausstellung der Kgl. Akademie der Künste zu Berlin im Landesausstellungsgebäude, Objekt: Judith[12][9][73]
- 1893: Jahres-Ausstellung 1893 der Künstlergenossenschaft zu München, Objekt: Judith[31]
- 1894: Große Berliner Kunstausstellung, Objekt: Fischerknabe[6][74]
- 1895: Große Berliner Kunstausstellung, Objekt: Fischerknabe in Bronze[75]
- 1897: Große Berliner Kunstausstellung, Objekte: Denkmal (Zabel-Denkmal, Messemodell) und Studienkopf (Gertrud, Gips)[6][76]
- 1897: Internationale Kunstausstellung im Kgl. Glaspalaste zu München, Objekte: Fischerknabe (Bronze), Studienkopf (Gertrud, Gips)[77]
- 1898: Große Berliner Kunstausstellung, Objekt: Denkmal für Julius Sturm[10]
- 1898: Kunstausstellung im Münchener Glaspalast[6]
- 1999: Große Berliner Kunstausstellung, Objekt: Sancta Caecilia[43]
- 1899: Deutsche Kunst-Ausstellung Dresden 1899, Objekte: Judith (Gipsstatue), Studienkopf (Gertrud, Gips)[6][78]
- 1901: Grosse Berliner Kunstausstellung, Sonderschau, Objekte: Krieg und Frieden[70]
- 1902: Grosse Berliner Kunstausstellung; Objekte: Jüngling und Justitia (Modell für Niederbarnimer Kreishaus)[79]
- 1906: Große Berliner Kunstausstellung, Objekte: Grabfigur und Jüngling[61][80]
- 1907: Große Berliner Kunstausstellung, Objekt: Büste[81]
- 1910: Grosse Berliner Kunst-Ausstellung, Objekt: Weibliche Büste (Gips)[82]
- 1916: Große Berliner Kunstausstellung, Objekte: Walküre (Gips) und Hygiea (Gips)[83][84]